# Nadeschda Semenzowa
Nadeschda Semenzowa (* 2. November 1985) ist eine aserbaidschanische Ringerin ukrainischer Herkunft. Sie wurde 2010 und 2011 Europameisterin in der Gewichtsklasse bis 67 kg.

## Werdegang
Nadeschda Semenzowa kam als Jugendliche in der Ukraine zum Ringen. Für dieses Land bestritt sie auch ihre ersten internationalen Meisterschaften. Die blonde Athletin belegte im Jahre 2001 bei der Junioren-Europameisterschaft (Altersgruppe Cadets = bis zum 16. Lebensjahr) in der Gewichtsklasse bis 65 kg den 5. Platz. Ein Jahr später, 2002, wurde sie Vize-Europameisterin bei den Juniorinnen (Cadets) in der gleichen Gewichtsklasse und im Jahre 2005 kam sie bei der Junioren-Europameisterschaft in Wrocław in der Gewichtsklasse bis 67 kg auf den 5. Platz.
Danach schaffte sie in der Ukraine bei den Damen nicht den Sprung in die erste Garnitur der Ringerinnen und kam so auch zu keinen Einsätzen bei den internationalen Meisterschaften mehr. Sie wechselte deshalb im Jahre 2008 die Nationalität und startet seitdem für Aserbaidschan. Dazu wurde sie Mitglied von Atasport Baku. Ihr Trainer ist seit dieser Zeit Sergei Latyschew. Sie lebt und trainiert aber nach wie vor in der Ukraine.
Im Jahre 2010 bestritt Nadeschda Semenzowa den ersten internationalen Wettkampf für Aserbaidschan und wurde dabei in Baku gleich Europameisterin in der Gewichtsklasse bis 67 kg Körpergewicht. Sie siegte dabei über Ashlea McManus, Großbritannien, Sandra Mäkelä, Schweden, Irina Zirkewitsch, Belarus und Kateryna Burmistrowa, Ukraine. Bei der Weltmeisterschaft dieses Jahres in Moskau besiegte sie Badrachyn Odontschimeg aus der Mongolei, verlor dann gegen Jelena Schalygina aus Kasachstan, besiegte Burcu Orskaya, Türkei, verlor aber dann den Kampf um eine WM-Bronzemedaille gegen Alla Tscherkassowa aus der Ukraine und kam deshalb nur auf den 5. Platz.
Im Jahre 2011 gelang es Nadeschda Semenzow bei der Europameisterschaft in Dortmund ihren Titel in der Gewichtsklasse bis 67 kg zu verteidigen. Ihr genügten dabei drei Siege über Burcu Orskaya, Hanna Savenia, Belarus und Alina Stadnik-Machina, Ukraine. Bei der Weltmeisterschaft 2011 in Istanbul besiegte sie zunächst die russische Meisterin Natalja Kuksina, unterlag aber dann der Japanerin Yoshiko Inoue, womit sie ausschied und nur auf den 9. Platz kam.
Bei der Europameisterschaft 2012 in Belgrad kam Nadeschda Semenzowa in der Gewichtsklasse bis 67 kg hinter Henna Johansson aus Schweden und Alla Tscherkassowa auf den 3. Platz und gewann damit eine Bronzemedaille.

## Internationale Erfolge
| Jahr | Platz | Wettbewerb                           | Gewichtsklasse | Ergebnisse |
| 2001 | 5.    | Junioren-EM (Cadets)                 | bis 65 kg      | hinter Malgorzata Kalska, Polen, Sandra Stahl, Schweden, Julija Bartnowskaja, Russland und Monika Szerencse, Ungarn                                                                                       |
| 2002 | 2.    | Junioren-EM (Cadets)                 | bis 65 kg      | hinter Anna Nikitinskaya, Russland, vor Sandra Stahl und Maria Müller, Deutschland |
| 2005 | 5.    | Junioren-EM in Wrocław               | bis 67 kg      | hinter Laura Skujina, Lettland, Irina Zirkewitsch, Belarus, Paulina Grabowska, polen und Lusine Arustamjan, Russland                                                                                      |
| 2010 | 1.    | EM in Baku                           | bis 67 kg      | nach Siegen über Ashlea McManus, Großbritannien, Sandra Mäkelä, Schweden, Irina Zirkewitsch und Kateryna Burmistrowa, Ukraine                                                                             |
| 2010 | 9.    | Golden-Grand-Prix in Baku            | bis 63 kg      | Siegerin: Monika Ewa Michalik, Polen vor Otschirbatyn Nasanburmaa, Mongolei und Elena Piroschkowa, USA |
| 2010 | 5.    | WM in Moskau                         | bis 67 kg      | nach einem Sieg über Badrachyn Odontschimeg, Mongolei, einer Niederlage gegen Jelena Schalygina, Kasachstan, einem Sieg über Burcu Orskaya, Türkei und einer Niederlage gegen Alla Tscherkassowa, Ukraine |
| 2011 | 1.    | „Yasar-Dogu“-Memorial in Istanbul    | bis 67 kg      | vor Burcu Orskaya und Kiymet Kocygit, beide Türkei |
| 2011 | 1.    | Klippan-Lady-Open                    | bis 67 kg      | vor Jenny Aardalen, Norwegen, Bandsragtschiin Ojuunsüren, Mongolei und Monika Szerencse |
| 2011 | 1.    | EM in Dortmund                       | bis 67 kg      | nach Siegen über Burcu Orskaya, Hanna Savenia, Belarus und Alina Stadnyk-Machynja, Ukraine |
| 2011 | 3.    | Austrian-Lady-Open in Götzis         | bis 72 kg      | hinter Jenny Fransson, Schweden und Marina Gastl, Österreich |
| 2011 | 8.    | Golden-Grand-Prix in Baku            | bis 72 kg      | nach einer Niederlage gegen Jenny Fransson |
| 2011 | 9.    | WM in Istanbul                       | bis 67 kg      | nach einem Sieg über Natalja Kuksina, Russland und einer Niederlage gegen Yoshiko Inoue, Japan |
| 2012 | 1.    | Intern. Ukrainian Tournament in Kiew | bis 67 kg      | vor Swetlana Babuschkina und Julija Bartnowskaja, beide Russland und Aline Focken, Deutschland |
| 2012 | 3.    | EM in Belgrad                        | bis 67 kg      | hinter Henna Johansson, Schweden, Alla Tscherkassowa, gemeinsam mit Dschanan Manolowa, Bulgarien |

## Erläuterungen
- WM = Weltmeisterschaft, EM = Europameisterschaft
- alle Wettbewerbe im freien Stil